# Lucas Achtschellinck
Lucas Achtschellinck, belgijski slikar, * 1626, Bruselj, † 1699.